# Sam Yahel
Sam Yahel (Atlanta, 1971) è un pianista statunitense jazz e organista Hammond di New York City.
Tra coloro con i quali ha suonato Yahel, Joshua Redman, Maceo Parker, Ryan Kisor, Madeleine Peyroux, Wycliffe Gordon e Bill Frisell.

## Discografia
- Searchin (Naxos Records, 1998)
- Trio (Jazz Criss Cross, 1999)
- In the blink of an Eye (Naxos, 1999)
- Bop on Pop (JazzKey Music Ltd, 2003)
- Mysterious Shorter (Chesky Records, 2006)
- Jazz Side of the Moon (Chesky Records, 2008)
- Afterburn (Artistshare, 2008)
- Hometown (Posi-Tone Records, 2009)
- From Sun to Sun (Origin Records, 2011)